# Rose McGowan
Rose Arianna McGowan (Florença, 5 de setembro de 1973) é uma atriz norte-americana nascida na Itália. É conhecida principalmente por seu papel como Paige Matthews na série televisiva estadunidense Charmed, e por seu papel no slasher Scream, de 1996, filme do gênero com a maior bilheteira em seu país de origem. Também já apareceu em vários filmes, como Nowhere, Ready to Rumble, Dália Negra, na dupla produção de Robert Rodriguez e Quentin Tarantino, Grindhouse (Planeta Terror e Death Proof) e na série de televisão Once Upon A Time, interpretando Cora Mills. 
Além de sua carreira na atuação, seu ativismo no movimento feminista tem lhe rendido grande reconhecimento nos últimos anos, como demonstrado pela revista Time que, em 2017, a reconheceu como uma d'Aqueles que Quebraram o Silêncio, a Pessoa do Ano de 2017, por também ter falado abertamente sobre assédio e abuso sexual, sendo uma das grandes vozes do movimento Me Too.

## Biografia
Rose McGowan é a segunda mais velha de seis irmãos (mais dois meio-irmãos), nasceu em 5 de setembro de 1973 em Florença, Itália, filha de Terri, uma escritora norte-americana de ascendência francesa e Daniel McGowan, um artista irlandês.
Foi criada no movimento religioso Meninos de Deus que lhe traumatizou pois, segundo ela, era proibida de qualquer contato com o mundo exterior e as mulheres são forçadas a serem escravas sexuais. Rose cresceu na época em que, inclusive, esse movimento religioso incentivava fortemente relações sexuais entre crianças e adultos. Ela e seus pais fugiram quando McGowan tinha nove anos. Através dos contratos do pai com artistas na Itália, Rose começou sua carreira como modelo infantil, aparecendo na Vogue Bambini, e outras revistas italianas, mostrando inteligência excepcional desde jovem. Rose e seus pais mudaram-se para os EUA quando a atriz estava com 10 anos, seus pais se divorciaram. A atriz não falava em inglês, mas aprendeu com o tempo. Com 15 anos, ela pediu oficialmente a emancipação de seus pais representando-se no tribunal. Ela passou a viver em Seattle com sua tia, estudando no colégio Roosevelt High School. Rose também foi para uma escola de arte por um tempo e depois ficou em Montreal com o pai.

## Carreira

### Cinema e TV

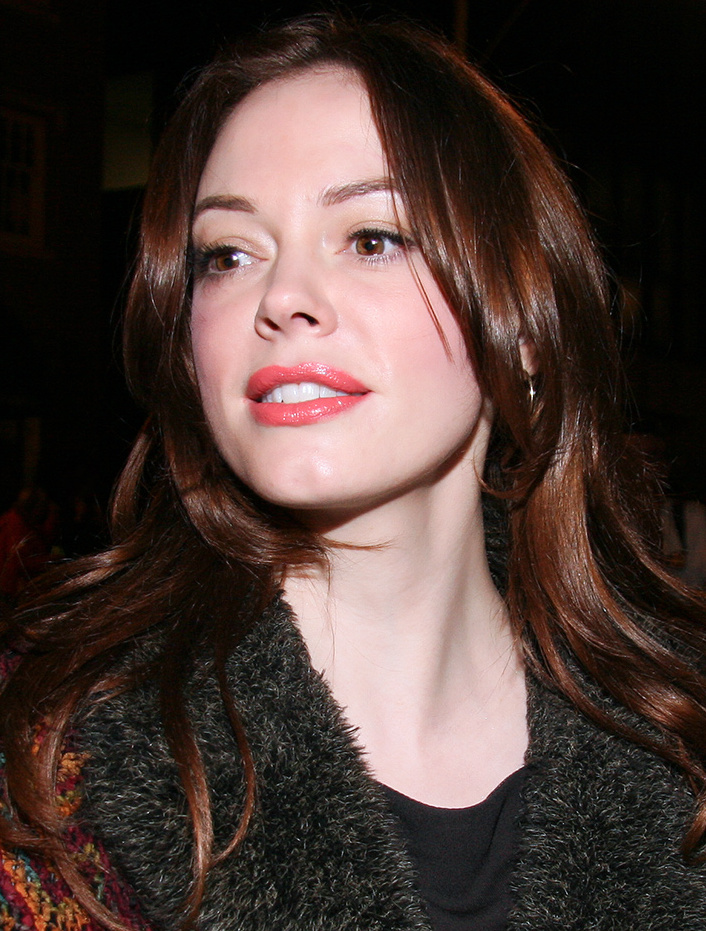
McGowan em Toronto

Rose McGowan fez sua primeira aparição em Hollywood com dezessete anos, em 1992, com um pequeno papel na comédia Encino Man (O homem da Califórnia). Seu papel na comédia de 1995, The Doom Generation (Geração Maldita) trouxe à atenção dos críticos, e ela recebeu uma indicação de "Revelação" em 1996 no Independent Spirit Awards.
Em 1996, interpretou Tatum Riley no sucesso Scream, um dos filmes de terror que mais arrecadou na História.
McGowan passou a maior parte da década de 1990 aparecendo em uma variedade de filmes independentes, incluindo os papéis em Southie, Going All the Way, e Lewis & Clark & George. Em 1997, ela apareceu no aclamado curta-metragem Seed.
Em 1998, contracenou com Peter O'Toole e Ben Affleck em uma adaptação cinematográfica do romance de Dean Koontz, Phantoms. McGowan também estrelou a comédia Jawbreaker, de 1999, onde ela interpretou uma estudante que tenta encobrir o assassinato de uma colega de classe, com esse papel Rose ganhou uma indicação de Melhor Vilã no MTV Movie Awards. 

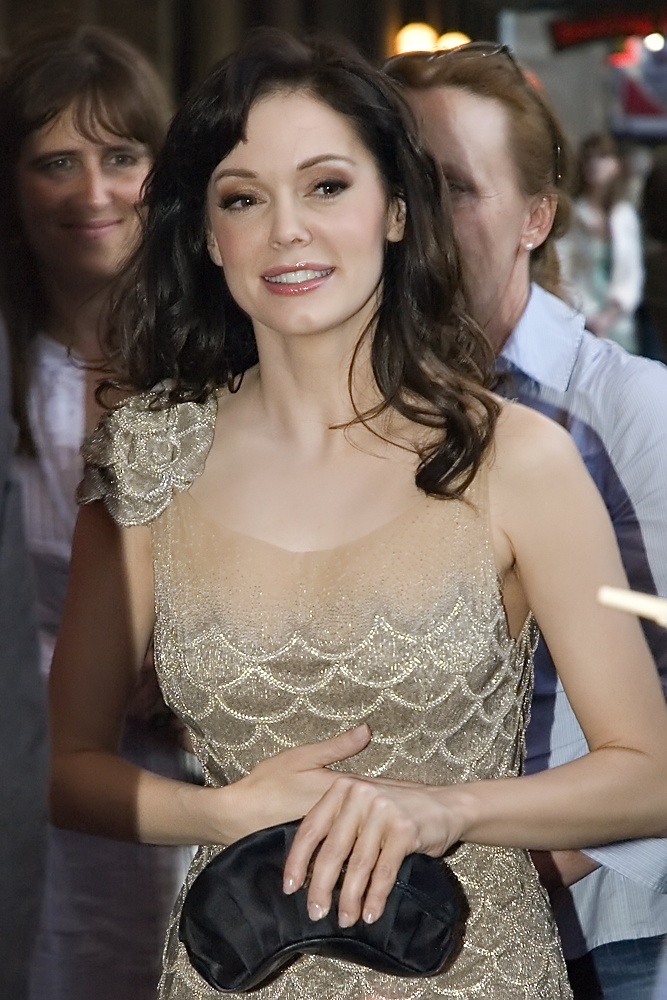
Rose McGowan durante a estreia do filme Grindhouse, em 2007.

Em 2001, Rose foi escolhida para interpretar Paige Matthews, após a saída de Shannen Doherty, na série de televisão Charmed, do canal WB. Ela também chegou a ser chamada para ser uma das produtoras da série, mas recusou.
A série terminou na sua oitava temporada (2006). Rose entrou quando a série se encontrava na quarta temporada e a partir daí participou de todos os episódios.
Em maio de 2005, Rose retratou a atriz e cantora Ann-Margret na minissérie Elvis, que venceu um Globo de ouro. Ela chegou a revelar que para a interpretação, assistia o filme Viva Las Vegas muitas vezes, a fim de preparar para o papel de Ann-Margret para a minissérie. Nesse mesmo ano, ela emprestou sua voz para o vídeo game Darkwatch.
Em 2006, ela teve um pequeno papel no filme de Brian De Palma, A Dália Negra, filme que recebeu uma indicação ao Oscar em 2007, na categoria de Melhor Fotografia.

Rose estrelou o "filme duplo" de Quentin Tarantino e Robert Rodriguez: Grindhouse, lançado em 6 de abril de 2007. Expressos em papéis completamente divergentes, McGowan aparece em ambas as partes do filme, como Cherry Darling em Planeta Terror, e Pam em Death Proof.

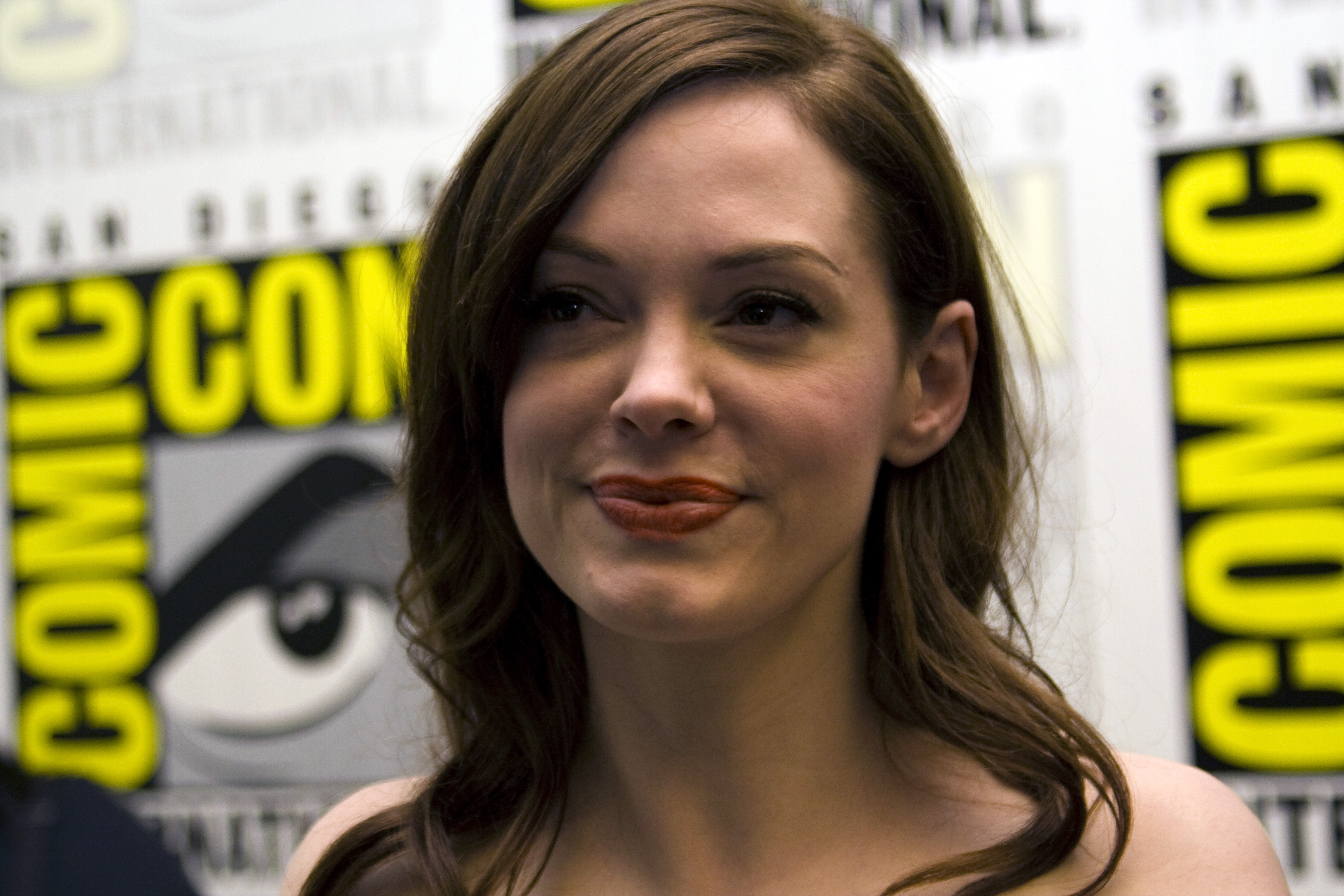
Rose McGowan na San Diego Comic-Con em julho de 2008.

McGowan foi co-anfitriã com Robert Osborne no programa The Essentials, da rede de televisão TCM, em que um filme clássico de Hollywood é mostrado a cada semana. McGowan substituiu a co-anfitriã da sétima temporada, a atriz Carrie Fisher, numa tentativa de atrair o público jovem. McGowan saiu do programa em 2008.
Em 2008 McGowan estreou no filme baseado numa história real Fifty Dead Men Walking, em que atuou como uma alta oficial do IRA.
Em 2009, fez uma participação especial na premiada série Nip/Tuck, o papel já havia sido interpretado pela atriz Katee Sackhoff, mas essa recusou em continuar com o papel, para que ela pudesse entrar em outra série.
Em 2010 a atriz integrou o elenco do filme Conan, o Bárbaro, baseado na história criada por Robert E. Howard.
Rose interpretou uma vilã e o filme teve sua estreia em 3D.

### Música

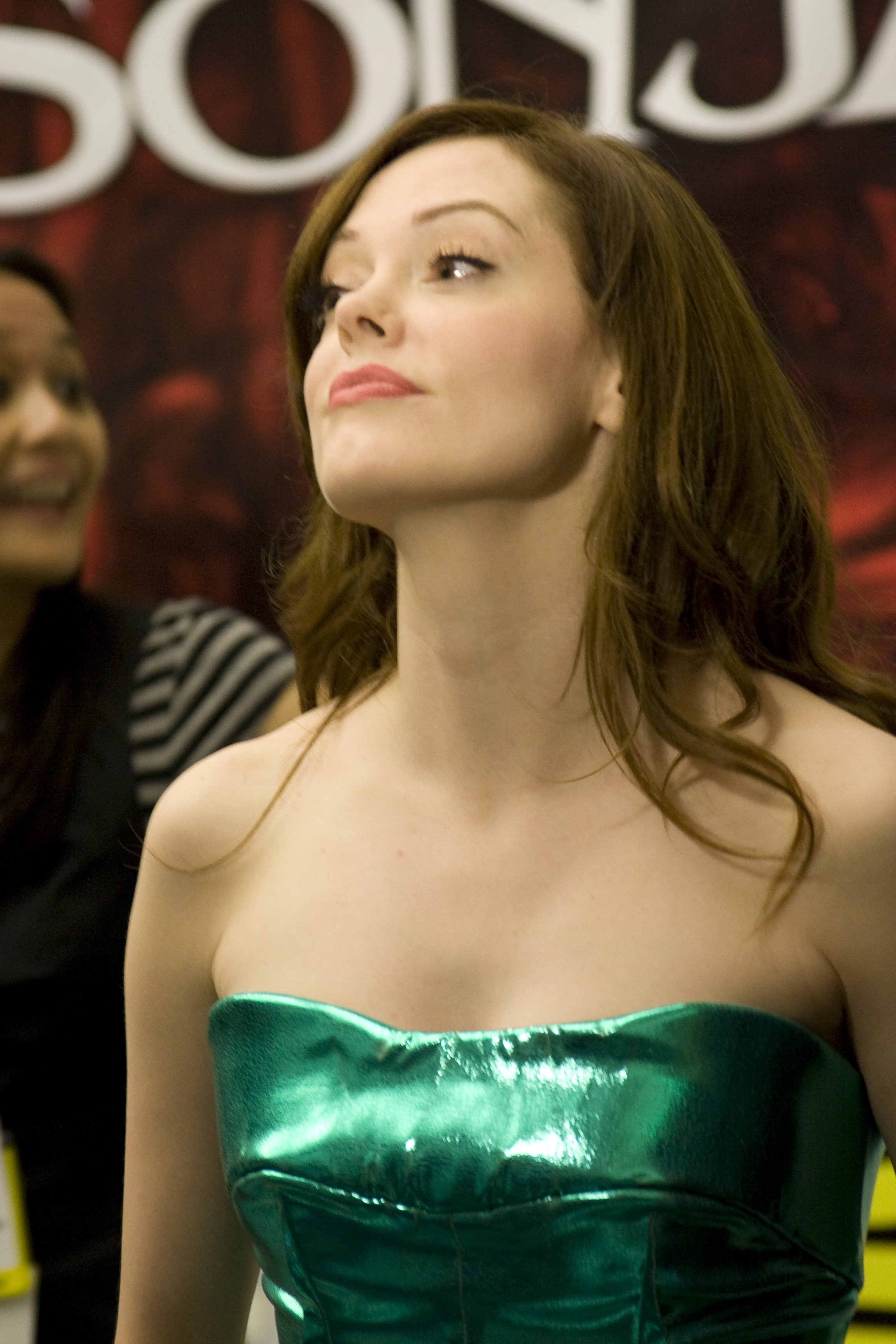
Rose McGowan na San Diego Comic-Con em 2008.

Enquanto namorava Marilyn Manson, McGowan apareceu no videoclipe da música Coma White, aonde em uma das cenas protagonizou Jacqueline Kennedy Onassis e também participou no vocal de apoio na música "Posthuman", ambas as músicas estão disponíveis no álbum Mechanical Animals.
McGowan participou em uma faixa chamada "Superfabulous", ao lado de BT. A música entrou no álbum de BT, Emotional Technology, e também foi destaque na trilha sonora final de Charmed, no álbum The Final Chapter. A canção também foi tema de vários filmes, incluindo Win a Date with Tad Hamilton! e Raising Helen.
Rose apareceu no videoclipe da música Yoo Hoo, do grupo Imperial Teen, que foi destaque na trilha sonora no filme da atriz, Jawbreaker (Um Crime Entre Amigas) (1999). Ela escreveu e gravou uma música chamada "Protection", que foi destaque em seu filme Strange Hearts (2001).
Em um episódio de Charmed, Sense and Sense Ability, McGowan realizou um cover do clássico de Peggy Lee, Fever. Em 2007, foi anunciado que McGowan interpretaria três músicas do filme Grindhouse - Planeta Terror: "You Belong to Me", "Useless Talent # 32" e "Two Against the World".

### Moda

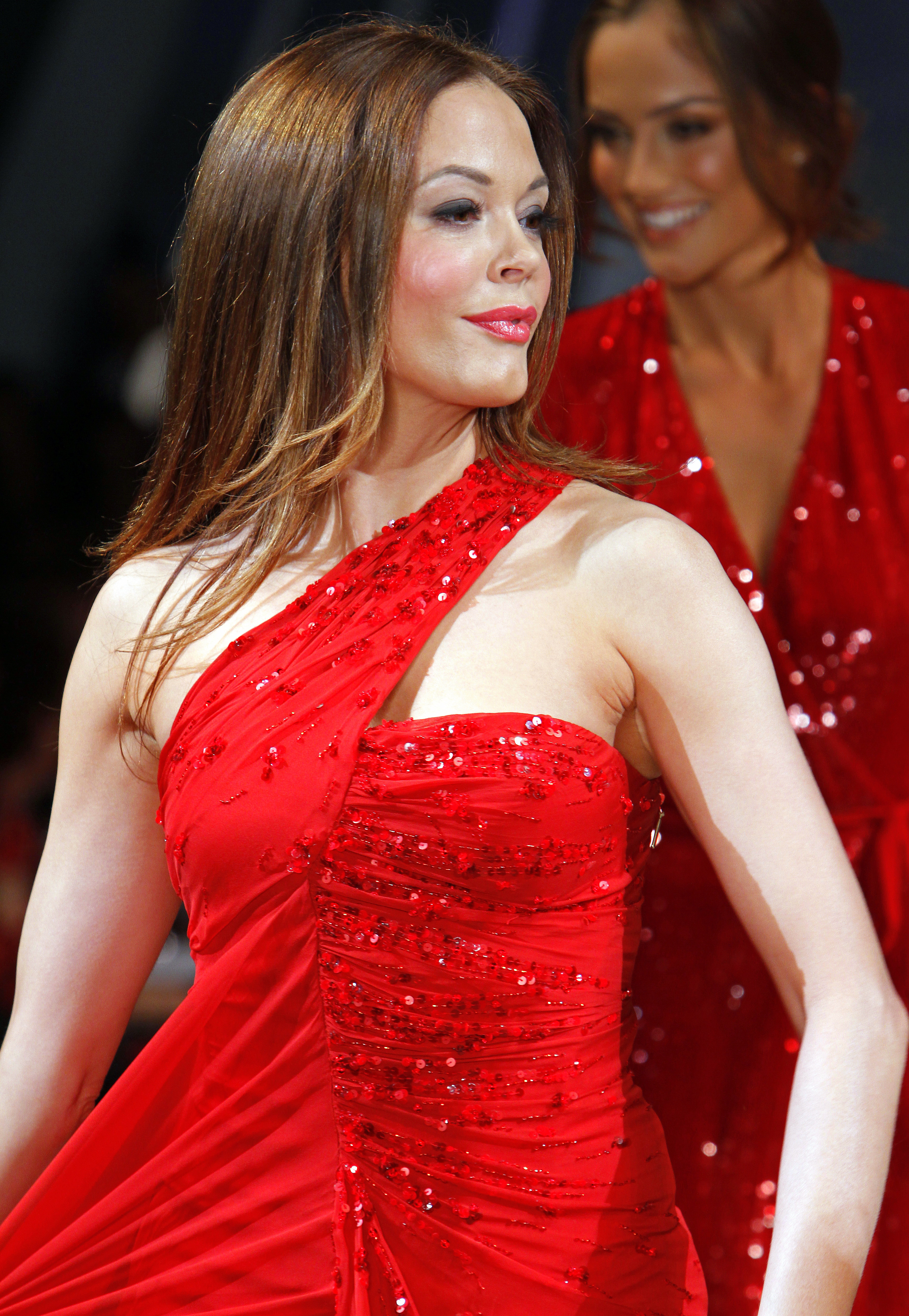
McGowan na The Heart Truth's em 2012.

Rose McGowan foi o rosto da marca americana, Bebe de 1998 até 1999. Em 1996, ela foi capa do álbum Shots in the Dark, uma homenagem a Henry Mancini.
Além de trabalhos em moda, McGowan apareceu na capa de várias revistas, incluindo Seventeen, Interview, Maxim, GQ, Entertainment Weekly e Rolling Stone. Ela também frequentou as páginas das revistas Maxim, FHM, Blender e Stuff na lista das mulheres mais sexy's.
Em 2009, Rose McGowan estrelou uma campanha para a Bloomingdale's.

## Vida pessoal
McGowan viveu em Seattle, Washington, mas atualmente reside em Los Angeles, California.
Ela teve um relacionamento de três anos e meio com o cantor Marilyn Manson, e sua aparição com ele no MTV Video Music Awards de 1998 com um vestido de correntes muito transparente marcou sua fama profundamente. O casal chegou ao noivado, mas terminaram.
Durante a realização de Grindhouse em 2007 começaram especulações sobre um romance de Rose com o diretor Robert Rodriguez, que era casado, eles confirmaram o relacionamento junto com um noivado em maio de 2007, aparecendo de mãos dadas no Festival de Cannes. Já em 2008, a notícia era outra, a separação dos dois.
Rose contou que era sonâmbula quando criança. "O lugar mais estranho no qual despertei foi num monte de neve, em Montreal. Atualmente, eu apenas falo em italiano enquanto durmo". McGowan também sofre de agorafobia, uma espécie de transtorno de ansiedade. McGowan também já declarou que não gosta de comer peixe. 
A atriz é uma ativista de defesa dos Boston Terriers Ela já fez várias doações para o resgate de cãezinhos. Seus passatempos são as cantoras Britney Spears, Lady Gaga e Madonna e sua cor preferida é verde.

### Ativismo
McGowan é uma ativista pelos direitos LGBT, fez campanha contra a Proposição 8, que tentou proibir o casamento do mesmo sexo no estado da Califórnia, apos protestos, a Posição 8 foi derrubada e não sera mais posta em votação.

## Outros Prêmios
Em 2006, o Blender a incluiu em sua lista das mulheres mais sexy da TV e do cinema. O prêmio mais recente venceu por McGowan estava sob a categoria Femme Fatale para o 2007 Choice Awards Spike Guys',que foi ao ar 13 de junho, 2007.O prêmio foi para o papel de cereja em Grindhouse. McGowan foi nomeado para "Scream Queen" no Scream Awards 2007 no Pico por sua atuação em Grindhouse. Em 2008, ela ganhou o Prêmio da meia-noite no San Francisco International Film Festival.

## Filmes
- Encino Man-1992
- The Doom Generation-1995-nomeada-Independent Spirit Award melhor atriz coadjuvante
- Bio-Dome-1996
- Kiss & Tell-1996
- Scream-1996
- Going All the Way-1997
- Seed-1997
- Nowhere-1997
- Lewis and Clark and George-1997
- Southie-1998
- Phantoms-1998
- Devil in the Flesh-1998 - nomeada MTV Movie Award melhor vilã
- Jawbreaker-1998
- Sleeping Beauties-1999
- Ready to Rumble-2000
- The Last Stop-2000
- Strange Hearts-2001
- Monkeybone-2001
- Stealing Bess-2002
- The Black Dahlia-2006
- Grindhouse-2007-nomeada Saturn Award melhor atriz
- Grindhouse-2007
- Fifty Dead Men Walking-2008
- Machete-2010
- Dead Awake-2010
- Conan the Barbarian-2011
- Rosewood Lane-2011
- The Tell-Tale Heart-2014
- Rise of the Lonestar Ranger-2014
- Dawn - 2014 (Direção)

## TV
| Ano       | Título                            | Personagem                 | Detalhes                                     |
| --------- | --------------------------------- | -------------------------- | -------------------------------------------- |
| 1985      | Jem e as Hologramas               | Marissa Heath              | 2ª temporada - 1 epísódio                    |
| 1990      | True Colours                      | Suzanne                    | 1ª Temporada, episódio 6 (Life with Fathers) |
| 2001      | What About Joan?                  | Maeve                      | 1 Episódio                                   |
| 2001-2006 | Charmed                           | Paige Matthews             | 112 Episódios                                |
| 2005      | Elvis                             | Ann-Margret                | Minissérie de TV                             |
| 2007-2009 | The Essentials                    | Ela mesma                  | 27 Episódios                                 |
| 2009      | Nip/Tuck                          | Dra. Theodora 'Teddy' Rowe | 6ª temporada, episódios 1, 2, 3, 4 e 5       |
| 2011      | Law & Order: Special Victims Unit | Cassandra                  | 12ª temporada, episódio 19 (Bombshell)       |
| 2013      | Once Upon a Time (série)          | Cora (Jovem)               | 3ª temporada                                 |

### Video games
| Ano  | Título                         | Personagem                      |
| ---- | ------------------------------ | ------------------------------- |
| 2005 | Darkwatch: Curse of the West   | Tala (voz)                      |
| 2009 | Terminator Salvation           | Angie Salter (voz)              |
| 2015 | Call of Duty: Advanced Warfare | Lilith Swann (voz e movimentos) |

### Videoclipes
| Ano  | Música          | Cantor/Banda   | Detalhes                                                                |
| ---- | --------------- | -------------- | ----------------------------------------------------------------------- |
| 1999 | Yoo-Hoo         | Imperial Teen  | A música foi trilha sonora do filme Jawbreaker (Um Crime Entre Amigas). |
| 1999 | Coma White      | Marilyn Manson | Marilyn Manson era namorado da atriz na época.                          |
| 2014 | Break The Rules | Charli XCX     | No clipe o papel da atriz é creditado como The Chaperone.               |

## Prêmios e indicações
Independent Spirit Awards
- 1996 - Indicada - Atriz Revelação, por "The Doom Generation".

MTV Movie Awards
- 1999 - Indicada - Melhor Vilã, por "Jawbreaker".

Family TV Awards
- 2005 -  Vencedora - Irmã Favorita, por "Charmed".

Spike Guys' Choice Awards
- 2007 - Vencedora - Femme Fatale, por "Grindhouse".

Scream Awards
- 2007 - Indicada - "Scream Queen", por "Grindhouse".

Saturn Awards
- 2008 -  Indicada - Melhor Atriz Coadjuvante, por "Grindhouse".